# 콘 케드커하크
콘 케드커하크(아일랜드어: Conn Cétchathach [kɒn ˈkeːdxəθax])는 아일랜드 신화 피니언 대계 때의 아르드리이다. "케트커하크"란 "100번의 전투를 거친"이라는 뜻이다. 콘은 페들리미드 레크트마르의 아들이고 아르트 막 콘의 아버지이다. 중세 초기 아일랜드를 지배했던 이 니얼 왕조의 시조 니얼 노이기얼러흐의 조상이 콘 케드커하크라고 한다.
| 전임 카하르 모르 | 에린의 지고왕 AFM 기원후 122년 ~ 157년 FFE 기원후 116년 ~ 136년 | 후임 코나러 콤 |